# Cross Timbers
Cross Timbers är en ort i Hickory County i Missouri. Vid 2010 års folkräkning hade Cross Timbers 216 invånare.